# Erik Schmedes
Erik Anton Julius Schmedes, född 27 augusti 1868 i Gentofte, Danmark, död 23 mars 1931 i Wien, var en dansk operatenor och skådespelare. Han var bror till Paul och Hakon Schmedes.

## Karriär
Schmedes debuterade som baryton som kung Herald i Lohengrin 1891, och växlade till tenor 1898. Schmedes uppträdde i Bayreuth 1899-1906 och på Metropolitan 1908-1909. Han medverkade i två stumfilmer, och ansågs vara en bättre aktör än sångare. Han tog avsked från operascenen 1924. Han var sedan verksam som sångpedagog i Wien till sin död.

## Diskografi
Schmedes gjorde ett hundratal inspelningar, varav några har överförts till CD.